# Serixiomenesia flavosignata
Serixiomenesia flavosignata är en skalbaggsart som beskrevs av Stefan von Breuning 1959. Serixiomenesia flavosignata ingår i släktet Serixiomenesia och familjen långhorningar. Inga underarter finns listade i Catalogue of Life.